# Europeiska unionens konkurrensregler
Europeiska unionens konkurrensregler omfattar gemensamma regler för de konkurrensvillkor som är nödvändiga för den inre marknadens funktion. Konkurrensreglerna innefattar bland annat ett förbud mot konkurrensbegränsande samarbete och bestämmelser om missbruk av dominerande ställning på den inre marknaden samt begränsningar i möjligheten för medlemsstaterna att ge statsstöd till företag.
Fastställandet av de konkurrensregler som är nödvändiga för den inre marknadens funktion utgör en exklusiv befogenhet för unionen och grundar sig på artiklarna 101–109 i fördraget om Europeiska unionens funktionssätt. Särskilda bestämmelser gäller för den gemensamma jordbrukspolitiken och den gemensamma fiskeripolitiken. Konkurrensreglerna omfattar alla Europeiska unionens medlemsstater som unionsrätt, samt Island, Liechtenstein och Norge genom EES-avtalet.

## Historia
Grunden för gemensamma konkurrensregler inom Europeiska unionens föregångare Europeiska gemenskaperna lades redan genom Romfördraget, som trädde i kraft den 1 januari 1958. Den första förordningen för att genomföra fördragets bestämmelser om konkurrensregler antogs av rådet den 6 februari 1962 och trädde i kraft den 13 mars 1962. Denna förordning var i kraft ända fram till den 1 maj 2004 då den ersattes av en ny uppdaterad förordning. 1989 antogs även en förordning om företagskoncentrationer, som trädde i kraft den 21 september 1990. Även den ersattes av en ny förordning som trädde i kraft den 1 maj 2004.

## Rättslig grund
Konkurrensregler som är nödvändiga för den inre marknadens funktion utgör en exklusiv befogenhet för Europeiska unionen. Det innebär att endast unionen får anta rättsliga bindande akter för att fastställa konkurrensreglerna. Medlemsstaterna får anta bindande akter endast efter bemyndigande av unionens institutioner. Vidare gäller inte bestämmelserna om subsidiaritetsprincipen för områden som utgör exklusive befogenhetsområden.
Den rättsliga grunden för konkurrensreglerna utgörs av artiklarna 101–109 i fördraget om Europeiska unionens funktionssätt. En rad olika rättsakter har antagits med dessa artiklar som rättslig grund.

## Beståndsdelar
Konkurrensreglerna består av två huvuddelar: en del som reglerar konkurrensreglerna för företag och en del som reglerar villkoren för medlemsstaterna att bevilja statsstöd till företag.

### Regler tillämpliga på företag
Konkurrensreglerna för företag syftar till att motverka kartellbildningar och missbruk av dominerande ställning på den inre marknaden. Dessa bestämmelser återfinns i artikel 101 och 102 i fördraget om Europeiska unionens funktionssätt. Europeiska unionens råd kan på förslag av Europeiska kommissionen och efter samråd med Europaparlamentet genom förordningar och direktiv fastställa ytterligare bestämmelser om tillämpningen av dessa artiklar. Sådana bestämmelser fastställdes av rådet under 2002 i en förordning, som ersatte en tidigare förordning från 1962. Kommissionen har långtgående befogenheter att säkerställa att konkurrensreglerna tillämpas korrekt. Kommissionen har antagit en rad olika förordningar, direktiv och beslut i detta syfte.

#### Förbudet mot konkurrensbegränsande samarbete
Förbudet mot konkurrensbegränsande samarbete är ett förbud som syftar till att motverka kartellbildningar. Alla avtal mellan företag, i den mån de kan påverka handeln mellan unionens medlemsstater, som leder till en snedvridning av konkurrensen inom den inre marknaden är förbjudna enligt artikel 101 i fördraget om Europeiska unionens funktionssätt.

#### Missbruk av dominerande ställning
Missbruk av dominerande ställning innebär att ett eller flera företag utnyttjar sin dominerande ställning på den inre marknaden på ett sätt som är oförenligt med konkurrensreglerna. Sådant missbruk, i den mån det kan påverka handeln mellan unionens medlemsstater, är förbjudet enligt artikel 102 i fördraget om Europeiska unionens funktionssätt.
Ett företag har en dominerande ställning om det kan agera utan att ta någon eller endast begränsad hänsyn till sina konkurrenter, kunder och leverantörer. Ett företag vars marknadsandel uppgår till mer än 40 procent anses normalt ha en dominerande ställning. Det är inte i sig förbjudet att ha en dominerande ställning som företag, men denna ställning får inte missbrukas på ett sätt som strider mot unionens konkurrensregler, till exempel genom att missgynna konsumenterna.

#### Företagskoncentrationer
Koncentrationsförordningen (förordning (EG) nr 139/2004) reglerar bestämmelser om företagskoncentrationer på den inre marknaden som har gemenskapsdimension, alltså påverkar konkurrensen i en eller flera medlemsstater.

### Statsstöd
I regel får medlemsstaterna inte bevilja statsstöd till enskilda företag eftersom detta anses snedvrida konkurrensvillkoren på den inre marknaden. Under vissa villkor kan dock statsstöd beviljas, exempelvis stöd av social karaktär som ges till enskilda konsumenter (under förutsättning att det ges utan diskriminering med avseende på varornas ursprung) eller stöd för att kompensera för skador till följd av en naturkatastrof.
Särskilda bestämmelser om statsstöd finns fastställda i en förordning av Europeiska unionens råd. I en annan förordning har rådet fastställt vilka kategorier av statsstöd som ska anses vara förenlig med den inre marknaden. Ytterligare detaljer har beslutats av Europeiska kommissionen genom ett antal olika förordningar.

## Institutionella bestämmelser
Europeiska kommissionen har särskilt långtgående befogenheter när det gäller att upprätthålla konkurrensreglerna på den inre marknaden, bland annat kan den utfärda egna förordningar, direktiv och beslut i en rad olika fall. Europaparlamentets inflytande är starkt begränsat i motsats till de flesta av unionens övriga befogenhetsområden. De grundläggande rättsakterna för konkurrensreglerna antas av Europeiska unionens råd på förslag av kommissionen och efter samråd med parlamentet. De antas dock inte i enlighet med ett lagstiftningsförfarande och utgör därför inte lagstiftningsakter.

## Territoriellt tillämpningsområde
Konkurrensreglerna omfattar alla Europeiska unionens medlemsstater som unionsrätt, samt Island, Liechtenstein och Norge genom EES-avtalet.